# Allgäu-Orient-Rallye
Die Allgäu-Orient-Rallye war eine Motorsportveranstaltung, die jährlich am ersten Wochenende im Mai in Oberstaufen im Allgäu startete und in Amman in Jordanien endete. Sie war am ehesten mit einer Oldtimer- und Youngtimer-Rallye zu vergleichen. Ausnahmen gab es nur bei bestimmten Sonderprüfungen, zum Beispiel in der Jordanischen Wüste. Ein weiterer Unterschied war, dass diese Veranstaltung einem wohltätigen Zweck dient.

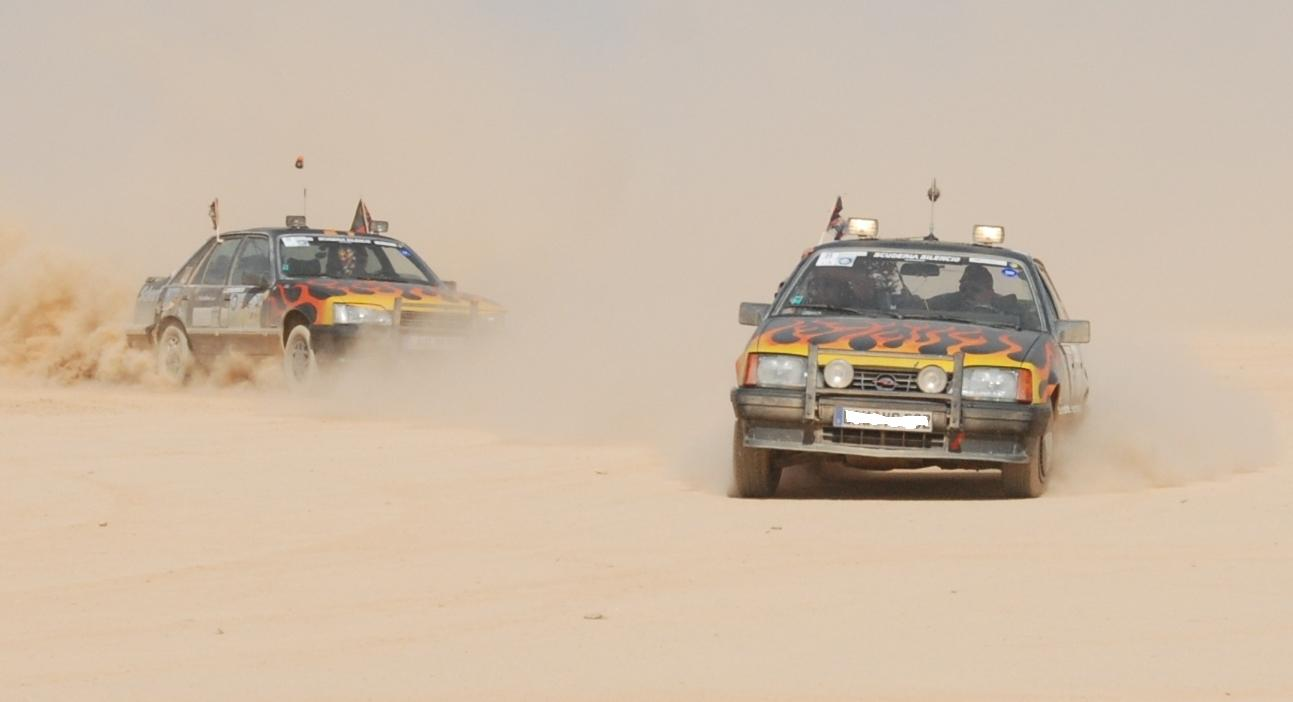
Ein Team der Allgäu-Orient-Rallye bei der Wüstensonderprüfung (2008)

## Rallye
Die Veranstaltung startete jährlich am ersten Wochenende im Mai in Oberstaufen und endete bis 2010 nach etwa zehn Tagen in Amman in Jordanien. Durch den Bürgerkrieg in Syrien hatte sich die Dauer auf ca. 18 Tage verlängert, da Syrien nicht mehr durchquert werden konnte.
Während dieser Zeit mussten die Teams viele Aufgaben, ähnlich einer „Schnitzeljagd“, erledigen.
2011 konnte die Veranstaltung aufgrund des Bürgerkrieges nicht wie sonst über Syrien geführt werden. Da es nicht gelang, die Teilnehmer per Fähre über Israel oder Ägypten gen Jordanien zu bringen, brach der Veranstalter die Veranstaltung am 14. Mai 2011 in der Türkei nach einer 80-stündigen Fährfahrt über das Mittelmeer ab.
Im Jahr 2012 wurde der Verlauf der Strecke geändert. Gestartet wurde wie bisher in Oberstaufen, das Ziel lag, wegen der anhaltenden Unruhen in Syrien, aber in Baku (Aserbaidschan).
Im Jahr 2013 konnte Syrien wiederum nicht durchfahren werden, daher erfolgte eine Umschiffung Syriens vom türkischen Hafen İskenderun ins israelische Haifa. Damit wurde Israel zum ersten Mal von der Allgäu-Orient-Rallye durchfahren.
Auch 2014 wurde Syrien durch eine Schiffspassage der Fahrzeuge von Iskenderun nach Haifa umgangen. Da die Fähre nur wenige Passagiere befördern konnte, musste das Gros der Teilnehmer per Flugzeug nach Israel befördert werden. Zum ersten Mal wurde in diesem Jahr auch ein mehrtägiges Programm in Israel möglich, bevor die Veranstaltung mit Siegerehrung am Toten Meer im Beisein des jordanischen Kronprinzen Hussein bin Abdullah zu Ende ging.
2016 befand sich das Ziel aus organisatorischen Gründen in Dalyan in der südwestlichen Türkei. Zwischenziele waren Tiflis in Georgien und der Berg Ararat. Vom ursprünglich geplanten Ziel Teheran musste nach der Änderung der Sicherheitslage in der südöstlichen Türkei im Jahr 2015 Abstand genommen werden.
Am 7. Mai 2017 begann die zwölfte und letzte Allgäu-Orient-Rallye in Oberstaufen und endete nach drei Wochen in Akaba (Jordanien).
Die Veranstaltung wird ab 2018 unter neuen Namen Europa-Orient-Rallye weitergeführt.

### Regeln
- Ein Team bestand aus sechs Mitgliedern (Regeländerung zu 2011; bis 2010 und seit 2016 waren auch Teams mit vier Personen erlaubt). Ein Auto durfte (beim Start) nur mit zwei Personen besetzt sein. Es durfte eines, oder alle Autos durch zwei Motorräder mit jeweils einem Fahrer ersetzt werden. 2016 wurden zudem wieder Teams mit vier Teilnehmern und einer entsprechenden Zahl an Autos oder Motorrädern zugelassen.
- Die Fahrzeuge mussten 20 Jahre alt sein oder durften den Wert von 1.111,11 € (laut Marktwert TÜV-Süd) nicht überschreiten.
- Die Autos gingen nach der Veranstaltung in den Besitz einer Hilfsorganisation über. Aus dem Erlös des Verkaufs der Fahrzeuge wurden Hilfsprojekte finanziert.
- Die Übernachtungskosten auf der Reise durften pro Person und Nacht 11,11 € nicht übersteigen (Durchschnitt).
- Es durften keine Navigations- oder andere GPS-Geräte benutzt werden. Ausnahme waren GPS-Geräte, die die Strecke dokumentieren, nicht aber der Navigation dienten.
- Es durften keine Autobahnen, Fähren oder sonstige mautpflichtigen Strecken benutzt werden.
- Es durften maximal 666 km pro Tag gefahren werden.
- Gewertet wurden nur Teams, die mit mindestens einem Fahrzeug und allen Personen ankamen.

### Hauptpreis
Der Gewinner der Veranstaltung erhielt als Hauptpreis ein Kamel. Die Kamele verblieben in der Regel in Jordanien und wurden an einheimische und mittellose Beduinen oder Bauern verschenkt. Einzige Ausnahme bildete im Jahr 2006 das Outlaw-Airforce-Team. Das Team wollte das Tier nach Deutschland einführen, scheiterte aber an den Einfuhrbestimmungen.

### Gewinner und Platzierungen
- 2006: Rang 1: Outlaw – Rang 2: Rockn Rooster – Rang 3: WC-Sprolli2
- 2007: Rang 1: Motorhacke Racing Team 2: ABE Racing
- 2008: Rang 1: Scuderia Silencio – Rang 2: Str-AMM – Rang 3: Weltenbummler Oberallgäu
- 2009: Rang 1: KRBO e. V. – Rang 2: Mikado Allgäu – Rang 3: Styrian Speed Sisters
- 2010: Rang 1: König Ludwigs Kamelfänger – Rang 2: Wüsten Schwaben – Rang 3: Str-AMM
- 2011: Rang 1: Roud Léiwen A.s.b.l. – Rang 2: Ulmer Spatzen Bus – Rang 3: Oriental Proms
- 2012: Rang 1: Chitty Chitty Bang Bang – Rang 2: The Transporters – Rang 3: Motorsport Arena
- 2013: Rang 1: Desperate ATDs – Rang 2: Team Technik Museum – Rang 3: Spätzle Arabica
- 2014: Rang 1: Geisterfahrer.in – Rang 2: Racing Maddäsle – Rang 3: Brezenflitzer
- 2015: Rang 1: Getriebesand 77[12] – Rang 2: Südheide
- 2016: Rang 1: No Camel – No Cry[13] – Rang 3: Südheide
- 2017: Rang 1: Sterne des Mordenlandes[14]

## Wohltätiger Zweck
Die Fahrzeuge der Teams wurden am Ende der Veranstaltung an eine Hilfsorganisation übergeben und verkauft. Der Erlös bis 2009 ging in den Aufbau einer Käserei. Dieses Projekt ist Teil eines Hilfsprojektes der jordanischen Regierung, das Beduinen, die sesshaft werden wollen, in der Wüste die Grundlagen wie Wasser und Strom für eine Dorfgründung schaffen soll. Damit die Beduinen die Milch verwerten können, wird mit Hilfe der Teams und deren Sponsoren eine Käserei aufgebaut. Die Erlöse (2006: etwa 60.000 €, 2007: etwa 40.000 €, 2008: 80.000 €, 2009: etwa 50.000 €) flossen auf ein Sperrkonto des WFP. Die Gelder wurden zweckgebunden für die Projekte der Allgäu-Orient-Rallye nach Projektfortschritt ausbezahlt.
Die dazu gegründete deutsch-jordanische Non-Profit Gesellschaft hat im Wüstendorf Al Rabiat, 60 km von Amman entfernt, ein Grundstück gekauft, auf dem die Käserei errichtet wurde. Dort wird Käse von mehreren Beduinenfamilien produziert. Der Verkauf der Produkte sichert ihnen den Lebensunterhalt.
Der Erlös wurde seit 2010 jedes Jahr unterschiedlich verteilt.
Zusätzlich zu den Hauptzielen war es Brauch geworden, dass viele Teams eigene Hilfsprojekte unterwegs förderten.
Im Verlauf der letzten Jahre sind immer wieder von Teilnehmern Zweifel an der Verwendung der Spendenerlöse aufgekommen. Gerade die Nutzung sozialer Netzwerk und dem damit verstärkten Informationsaustausch unter den Teilnehmern hat hier Unklarheiten und Unstimmigkeiten gezeigt, welche die Gemeinnützigkeit der Veranstaltung in Frage stellen.

## Ähnliche Veranstaltungen
Eine mit der Allgäu-Orient-Rallye vergleichbare Veranstaltung ist die Banjul Challenge.